# Камалов Азат Ахмадуллович
Азат Ахмадуллович Камалов (башк. Азат Әхмәҙулла улы Камалов; 1 грудня 1937, с. Ямансаз (нині Зілаїрського району Башкортостану — 23 квітня 2007, Уфа
) — радянський і російський філолог, доктор філологічних наук, фахівець в області башкирського мовознавства. Видатний башкирський топоніміст.

## Біографія
У 1964 році закінчив Башкирський державний університет. З 1967 року працював у Башкирському науково-дослідному інституті мови і літератури (зараз Інституті історії, мови і літератури УНЦ РАН), з 1972 року — старший науковий співробітник інституту.
У 1969 році захистив кандидатську дисертацію на тему «Гідронімія Башкирії». З 1990 року читав лекції в Башкирському державному педагогічному інституті. З 1992 року — в Башкирському інституті підвищення кваліфікації працівників освіти. З 1996 року — провідний науковий співробітник Башкирської філії Інституту національних проблем освіти.
У 1997 році захистив докторську дисертацію у вигляді наукової доповіді «Башкирська топонімія (порівняльне і ареальное дослідження)» та отримав науковий ступінь доктора філологічних наук. У 1997-2005 роках — викладач Башкирського державного університету, в 1999-2004 роках — завідувач кафедри філології БГУ.

## Наукова діяльність
Автор понад 80 наукових праць. Наукові дослідження присвячені опису ойконімії, гідронімії й оронімії Башкортостану; характеристиці башкирських географічних термінів у порівнянні з іншими тюркськими мовами, а також фіно-угорськими мовами й іранськими мовами; етногенезу, родовим підрозділам, племенам, воєнно-політичній організації башкирів, тамгам тощо.

## Вибрані роботи
- Об основных типах гидронимов Башкирии // Ономастика Поволжья. — 1. — Ульяновск, 1969
- Данные гидронимии к проблеме этногенеза башкир // Археология и этнография Башкирии: Материалы научной сессии по этногенезу башкир БФАН СССР. — Т. IV. — Уфа, 1971
- О правописании башкирских топонимов // Вопросы башкирского языкознания. — Уфа, 1973. — С. 216—219. (в соавт.)
- Башкирские топонимы от личных имён (по материалам географических названий бассейна реки Дёмы) // Башкирский языковедческий сборник. — Уфа, 1975
- Кипчакские элементы в топонимии Башкирии // Всесоюзная тюркологическая конференция 27-29 сентября 1976 г. Секция 1: Советская тюркология и развитие тюркских языков в СССР. — Алма-Ата: Наука, 1976
- Ялан-катайские башкиры и их топонимия // Происхождение аборигенов Сибири и их языков: Материалы Всесоюзной конференции 3-5 июня 1976 года. — Томск, 1976
- Некоторые вопросы изучения тюркской географической терминологии: на материале башкирского и алтайского языков // Языки и топонимия Алтая. — Барнаул. 1979
- Семантика и ареалы башкирских географических терминов // Тюркское языкознание. — Ташкент: Фан, 1985
- Башкирская топонимия. — Уфа: Китап, 1994
- Ареальная характеристика башкирской топонимии Южного и Среднего Урала // Геоэкология в Урало-Каспийском регионе: Тезисы докладов и сообщений международной научно-практической конференции. Ч. 1. — Уфа, 1996
- Историко-этимологический топонимический словарь башкирского языка. — Уфа: Китап, 1997 (в соавт.)